# Port-des-Barques
Port-des-Barques ist eine französische Gemeinde mit 1.754 Einwohnern (Stand: 1. Januar 2022) im Département Charente-Maritime in der Region Nouvelle-Aquitaine. Die Gemeinde gehört zum Arrondissement Rochefort und zum Kanton Tonnay-Charente. Die Einwohner werden Portbarquais genannt.

## Geographie
Port-des-Barques liegt etwa neun Kilometer westlich von Rochefort an der Mündung der Charente in den Atlantik (Golf von Biskaya). Umgeben wird Port-des-Barques von den Nachbargemeinden Fouras im Norden, Saint-Laurent-de-la-Prée im Nordosten, Saint-Nazaire-sur-Charente im Osten sowie Saint-Froult im Süden. Zur Gemeinde gehört auch die über einen Damm (den Passe aux bœufs) verbundene Île Madame.

## Geschichte
1947 wurde die Gemeinde aus der heutigen Nachbarkommune Saint-Nazaire-sur-Charente gelöst und eigenständig.

## Bevölkerungsentwicklung
| 1962                       | 1968 | 1975 | 1982 | 1990 | 1999 | 2006 | 2018 |
| -------------------------- | ---- | ---- | ---- | ---- | ---- | ---- | ---- |
| 1160                       | 1181 | 1234 | 1330 | 1455 | 1534 | 1805 | 1773 |
| Quellen: Cassini und INSEE |      |      |      |      |      |      |      |

## Sehenswürdigkeiten
- Kapelle Notre-Dame de la Médaille Miraculeuse
- Calvaires
- Villa les Tourelles

Siehe auch: Liste der Monuments historiques in Port-des-Barques

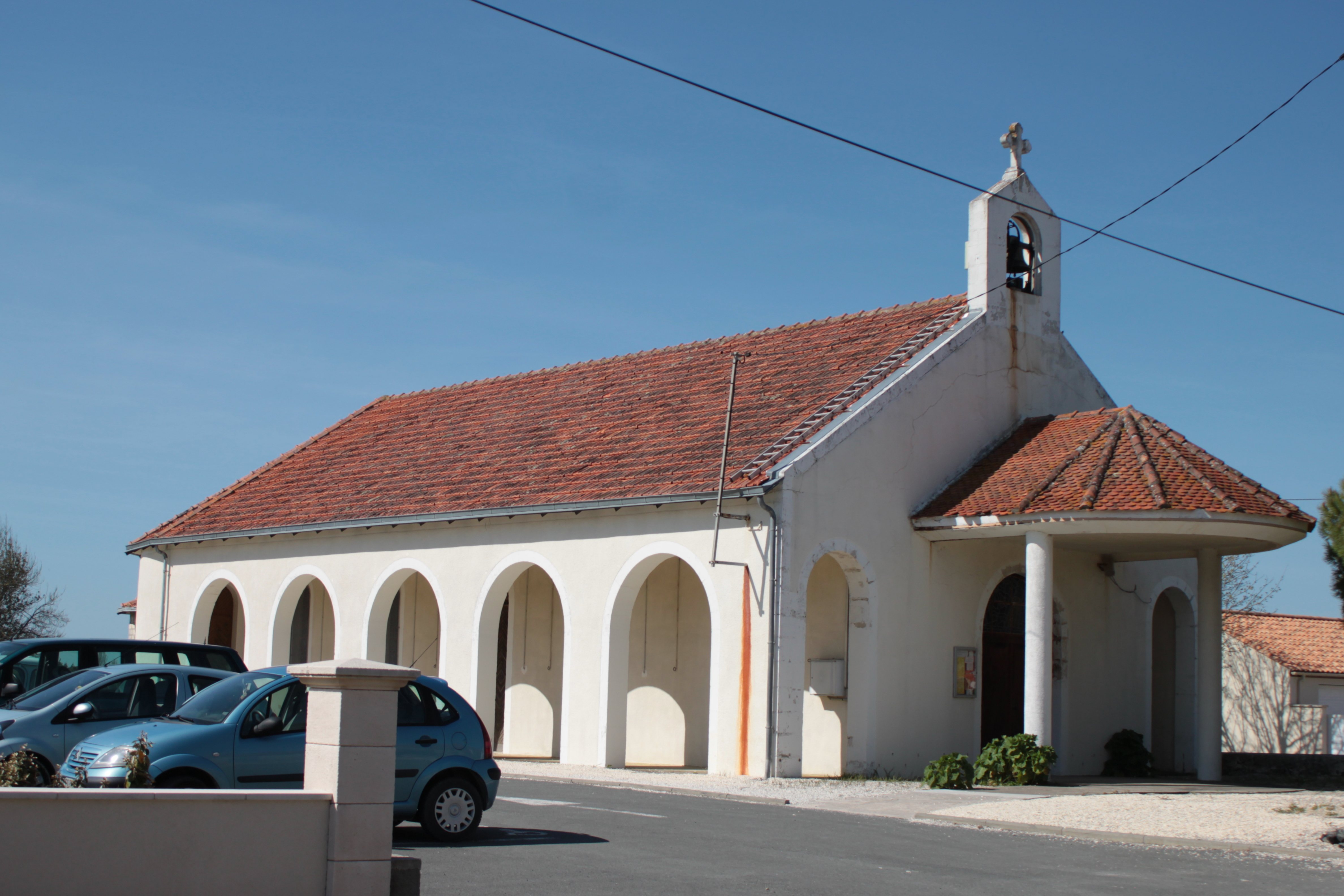
Kapelle Notre-Dame
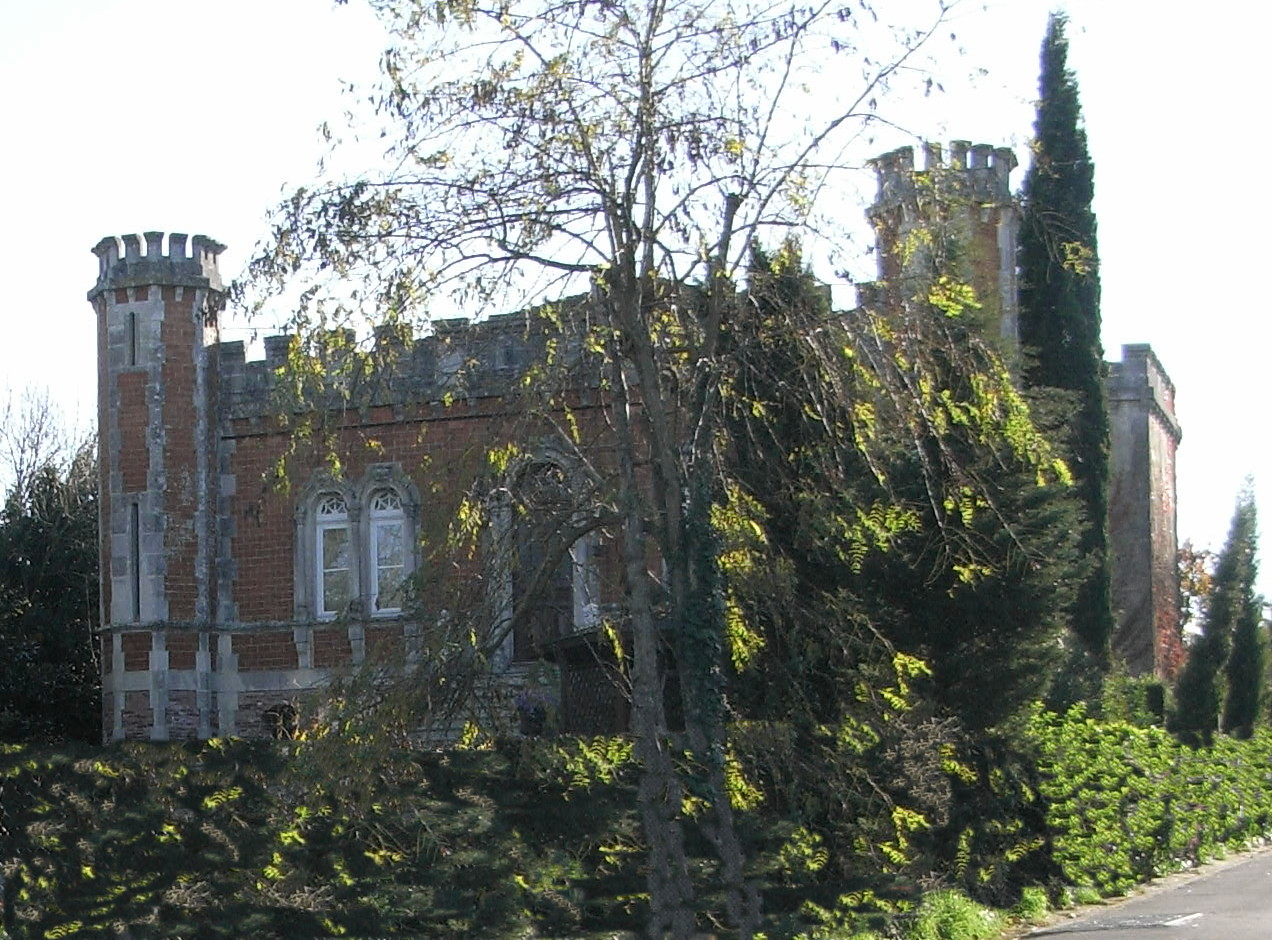
Villa Les Tourelles

## Gemeindepartnerschaft
Mit der französischen Gemeinde Saint-Bonnet-près-Riom im Départment Puy-de-Dôme (Auvergne) besteht eine Partnerschaft.